# Streptostyla turgidula
Streptostyla turgidula es una especie de molusco gasterópodo de la familia Oleacinidae en el orden de los Stylommatophora.

## Distribución geográfica
Se encuentra en Costa Rica Guatemala y Nicaragua. 